# Герасим Огнянов
Герасим Огнянов Петканчин е български революционер, деец на Върховния македоно-одрински комитет, по-късно малешевски околийски войвода на Вътрешната македоно-одринска революционна организация.

## Биография
Огнянов е роден в 1885 година в Банско. Учи във Военното училище в София, но го напуска и след това завършва американското училище в Самоков. През Илинденско-Преображенското въстание е четник при Юрдан Стоянов. По-късно е в четата на Петър Самарджиев в Тиквешко. Огнянов е околийски войвода в Малешевско от 1907 година. Четата му към тази дата се състои от:
| Чета на Герасим Огнянов, октомври 1907 година | Чета на Герасим Огнянов, октомври 1907 година |
| Име                                           | Родно място                                   |
| --------------------------------------------- | --------------------------------------------- |
| 1. Герасим Огнянов                            | Банско                                        |
| 2. Саве                                       | Владимирово                                   |
| 3. Тиме                                       | Владимирово                                   |
| 4. Мито Шуговалията                           | Горни Порой                                   |
| 5. Симо Смоймировчето                         | Смоймирово                                    |
| 6. Мито                                       | Пехчево                                       |
| 7. Коста Чукарчето                            | Русиново                                      |
| 8. Мито                                       | Русиново                                      |
| 9. Петре                                      | Бориево                                       |
| 10. Григор Демека                             | -                                             |
| 11. Туше                                      | Кукуш                                         |
| 12. Георги Лесичев                            | Самоков                                       |
| 13. Любен Казаски                             | Търново                                       |

Присъства на Пиринския конгрес в 1908 година, на който Малешевската чета е определена да замине за Кукушка околия. Когато са в Струмишко обаче, през юли 1908 година е обявен Хуриета. Огнянов укрива оръжието на четата и четниците цивилни влизат в Пехчево. Огнянов се легализира и се занимава с търговия в Солун. През август 1909 година е представител на Малешево на конгреса за основаване на Народната федеративна партия (българска секция). Огнянов е от групата на Христо Чернопеев и се противопоставя на Яне Сандански. На 28 август 1909 година, една седмица след неуспешния атентат срещу Яне Сандански, е направен неуспешен опит за убийството и на Огнянов близо до хотел „Коломбо“ в Солун. Арестуван е по подозрение Христо Караманов, учител в Драма.
Според Михаил Думбалаков, при избухването на Балканската война Огнянов и Ангел Томов минават фронтовата линия и в заетото от български части Кукушко се присъединяват към четата на Тодор Александров, който обаче организира убийството на Огнянов, поради подозрение, че е член на терористичната организиция Червени братя. Огнянов е убит край Арджанското езеро.